# Lind-Gletscher
Der Lind-Gletscher ist ein Gletscher an der Graham-Küste des Grahamlands auf der Antarktischen Halbinsel. Er fließt vom Alencar Peak in westlicher Richtung in den südlichen Teil der Collins Bay.
Entdeckt wurde der Gletscher bei der Fünften Französischen Antarktisexpedition (1908–1910) unter der Leitung des Polarforschers Jean-Baptiste Charcot. Das UK Antarctic Place-Names Committee benannte ihn 1959 nach dem schottischen Arzt James Lind (1716–1794), der 1755 Zitronensaft als wirksames Mittel zur Bekämpfung von Skorbut erkannt hatte.